# Квантна суперпозиција
Принцип квантне суперпозиције је основни принцип квантне механике, према којем, ако су стања дозвољена за неки квантни систем Ψ1 и Ψ2, онда је дозвољена свака њихова линеарна комбинација {\displaystyle \Psi _{3}=c_{1}\Psi _{1}+c_{2}\Psi _{2}}, и назива се суперпозиција система  {\displaystyle \Psi _{1}} и {\displaystyle \Psi _{2}}(принцип суперпозиције система).
Алтернативна формулација каже да ако је могуће неколико путања прелаза из почетног стања у коначно стање, онда је укупна амплитуда прелаза збир амплитуда прелаза дуж сваке од ових путања (принцип суперпозиције амплитуде): {\displaystyle A=\sum _{i}A_{i}}
У овом случају, вероватноћа прелаза, која је пропорционална квадрату амплитуде, није једнака, за разлику од класичног случаја, збиру вероватноћа:
{\displaystyle |A|^{2}=|\sum _{i}A_{i}|^{2}\neq \sum _{i}|A_{i}|^{2}}
Из принципа суперпозиције следи да све једначине које управљају таласним функцијама (на пример, Шредингерова једначина) у квантној механици морају бити линеарне.
Вредност било које видљиве (на пример, координате, импулс или енергија честице), добијена као резултат мерења, је сопствена вредност оператора ове величине, која одговара специфичном сопственом стању овог оператора, тј. одређена таласна функција, деловање оператора на коју се своди на множење бројем – сопствено значење. Према принципу суперпозиције, линеарна комбинација две такве таласне функције ће такође описати стварно физичко стање система. Међутим, за такво стање, посматрана вредност више неће имати дефинитивну вредност, а као резултат мерења може се добити једна од две вредности са вероватноћама које су одређене квадратима коефицијената (амплитуда) са којима оба функције улазе у линеарну комбинацију. Наравно, таласна функција система може бити линеарна комбинација више од два стања, до бесконачног броја њих.
Важне последице принципа суперпозиције су различити ефекти интерференције (Јангов експеримент, методе дифракције), а за композитне системе – заплетена стања.
Принцип суперпозиције, као и квантна механика уопште, применљив је не само на микро-, већ и на макро-објекте. Ово може изгледати парадоксално са становишта нашег свакодневног животног искуства. Чувена илустрација је мисаони експеримент са Шредингеровом мачком, у коме настаје квантна суперпозиција живе и мртве мачке.

## Разлике од других суперпозиција
Квантна суперпозиција (суперпозиција „таласних функција“), упркос сличности математичке формулације, не треба мешати са принципом суперпозиције за обичне таласне појаве (поља). Способност додавања квантних стања не одређује линеарност било ког физичког система. Суперпозиција поља за, рецимо, електромагнетни случај значи, на пример, да се из два различита стања фотона може направити стање електромагнетног поља са два фотона, што квантна суперпозиција не може. А суперпозиција поља вакуумског стања (нулто стање) и одређени талас ће и даље бити исти талас, за разлику од квантних суперпозиција 0- и 1-фотонских стања, који су нова стања. Квантна суперпозиција се може применити на такве системе, без обзира да ли су описани линеарним или нелинеарним једначинама (односно, принцип поља суперпозиције је валидан или не). Босе–Ајнштајн статистику описује везу између квантних и суперпозиција поља за случај бозона.
Такође, квантну (кохерентну) суперпозицију не треба мешати са такозваним мешовитим стањима (види матрицу густине) – „некохерентна суперпозиција“. То су такође различите ствари.